# Виноградний сік
Виноградний сік — сік, що виготовляється з ягід винограду. Він служить основою для виробництва вина та інших напоїв. Відходи виробництва виноградного соку використовуються для виготовлення різних продуктів. Сік містить глюкозу, фруктозу, органічні кислоти, мінеральні речовини, амінокислоти. Виноградний сік корисно вживати при ряді захворювань і функціональних розладів.

## Склад
Залежно від сорту винограду та кліматичних умов у місці його зростання органолептичні властивості і вміст речовин у соку може значно відрізнятися. Виноградний сік містить глюкозу, фруктозу, органічні кислоти (галову, оротову, кавову, аскорбінову, хлорогенову, нікотинову), мінеральні речовини, амінокислоти (пролін, аргінін, серин, триптофан, альфа-аланін, метіонін та ін.). У процесі виробництва виноградних соків, одержуваних віджиманням, у вичавках і осадах залишаються жиророзчинні вітаміни, частина макро- і мікроелементів, амінокислот. Також частина корисних речовин втрачається під час освітлення і стабілізації соку.

## Виробництво

### В домашніх умовах
Виготовити виноградний сік у домашніх умовах нескладно. Спочатку виноград миють та очищають від плодоніжок. Для виробництва невеликої кількості соку використовують механічну або електричну соковижималку, м'ясорубку, блендер або кухонний комбайн. Для отримання великої кількості виноградного соку застосовують ручні преси. Отриманий з-під пресу або електричної соковижималки сік можна відразу вживати в їжу. В інших випадках сік від розчавлених ягід або отриманої кашки слід зцідити за допомогою сита або марлі. Свіжовичавлений сік довго не зберігається. Його можна зберегти, піддавши термічній обробці, розливши в стерилізовану тару і герметично закривши (див. Консервування). Зберігають сік у холоді.

### Промислове виробництво

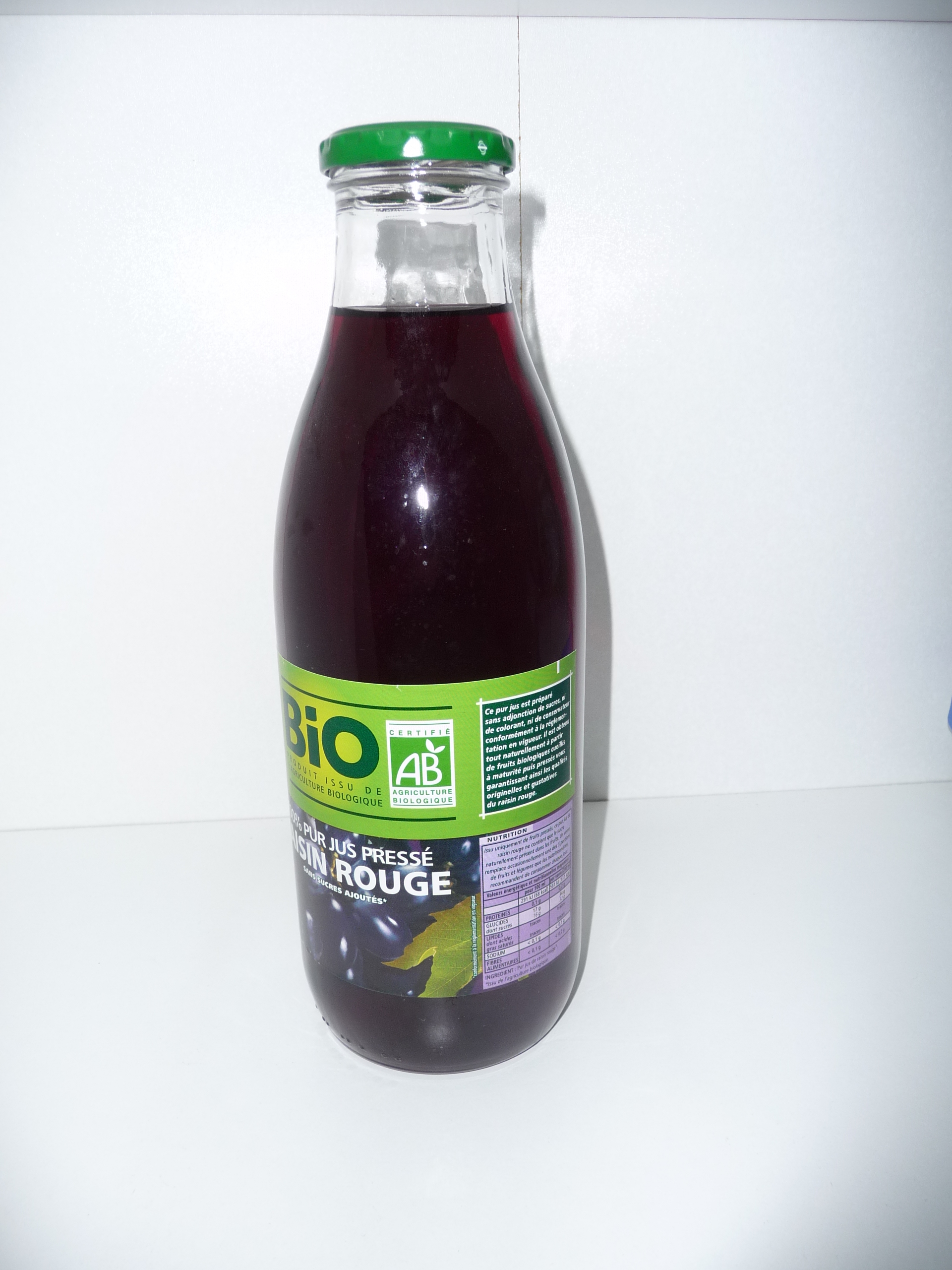
Виноградний сік, отриманий промисловим способом

Виробництва з переробки винограду в сік зазвичай розташовують недалеко від виноградників. Зібраний виноград на вантажних автомобілях доставляється в цехи. Спочатку виноград миють і відправляють на інспекційний транспортер для перевірки якості. На наступному етапі відділяють гребені винограду й подають ягоди в м'яльницю. Сусло, отримане самопливом після подрібнення, надходить у накопичувальну ємність, а мезга відправляється під прес, після якого віджатий сік також відправляється в накопичувальну ємність.
Надалі зібрана рідина проходить грубу фільтрацію, освітлюється флокулянтами (діоксидом кремнію і желатином) і направляється в центрифугу. Після цього етапу вона проходить через фільтр тонкого очищення і охолоджується. Далі в процесі детартрації під впливом рідкого діоксиду вуглецю відокремлюють винний камінь і видаляють осад під час фільтрації. На останніх етапах обробки виноградний сік піддають деаерації, відправляють на фасовку і пастеризують.